# Vegueria de Vilafranca
| \| \| [[segle xiii]] — 1716 \| → \| |                        |   |
|                                     |                        |   |
| Capital                             | Vilafranca del Penedès |   |
| Període històric                    | Edat mitjana - Moderna |   |
| • Establiment                       | segle xiii             |   |
| • Decrets de Nova Planta            | 1716                   |   |
|                                     | [[segle xiii]] — 1716  | → |

La vegueria de Vilafranca fou una de les vegueries històriques del Principat de Catalunya, entre el segle xiii i 1716, amb capital a Vilafranca del Penedès. Va ser coneguda també com a vegueria del Penedès i, més modernament, vegueria de Vilafranca del Penedès per distingir-la de la vegueria del Conflent o vegueria de Vilafranca de Conflent.
Actualment les vegueries estan en període de recuperació per part de la Generalitat de Catalunya, inicialment l'antiga vegueria de Vilafranca restava inclosa en altres vegueries, com ja ho fou en les regions de l'antiga Generalitat Republicana, i per aquesta raó hi hagué moviments que demanaren la creació d'una vegueria del Penedès. L'any 2010, s'aconseguí que s'aprovés l'àmbit funcional territorial corresponent, i el 2017 la llei de vegueries fou modificada per incorporar definitivament la vegueria del Penedès.

## Geografia
El seu territori està delimitat a l'est, al nord i a l'oest per les serralades litoral i prelitoral. És un territori homogeni i relativament planer en la franja litoral i la depressió penedesenca, situada entre les conques del riu de Foix i del riu Anoia.

## Història
Formada per territoris de l'antiga Olèrdola romana posteriorment aquest territori va formar la vegueria de Vilafranca. La primera delimitació coneguda és del 1304, i comprenia tot el Penedès, l'est del Camp de Tarragona fins al riu Gaià, i bona part de l'Anoia. Incloïa la sotsvegueria d'Igualada fins que, el 1381 va passar a dependre de la vegueria de Barcelona. Limitava a l'est amb la vegueria de Barcelona, al nord amb la vegueria de Manresa i la vegueria de Cervera, i a l'oest amb la vegueria de Tarragona i la vegueria de Montblanc.
La divisió eclesiàstica incloïa les vegueries de Barcelona i Vilafranca en el bisbat de Barcelona.
Amb els Decrets de Nova Planta (1716), la vegueria va passar a ser corregiment de Vilafranca, incorporant l'antiga sotsvegueria d'Igualada. Durant el segle xviii es van produir algunes rectificacions. El 1718 van passar al corregiment de Tarragona els municipis litorals entre Vilanova i la Geltrú i la Riera de Gaià. El 1743 ho van fer Bellprat i Santa Maria de Miralles. Per contra, el Pont d'Armentera i Selmella, del corregiment de Montblanc, van passar a Vilafranca.
En la divisió napoleònica del 1812, el corregiment de Vilafranca passava a ser un dels districtes del departament de Montserrat, modificant el límit est fins al riu Llobregat.
Durant la discussió prèvia a la divisió provincial, l'adscripció del Penedès va resultar polèmica. D'una banda, Sitges reclamava la pertinença a la província de Barcelona, i l'ajuntament de Barcelona demanava que el límit sud fos desplaçat fins a la riera de Cubelles. D'altra banda, Vilafranca del Penedès i els municipis del seu voltant havien subscrit la capitalitat de Reus en la seva pugna amb Tarragona. La Diputació de Catalunya apostava per la creació de sis demarcacions en lloc de quatre, amb la inclusió del corregiment de Vilafranca a Barcelona. En el projecte provincial pactat el 1822, tot el Penedès era inclòs en la província de Tarragona. Però finalment el decret de Javier de Burgos, del 1833, va partir el Penedès entre les dues províncies.
En la regionalització del 1936, el Penedès es tornava a unificar en la Regió III de Tarragona, a canvi de dividir el Camp de Tarragona amb la regió de Reus.

## Gran Penedès
El Gran Penedès és una denominació d'ús comú però de caràcter popular que es refereix al territori històric de la vegueria de Vilafranca i que s'estén més enllà del Penedès amb el Garraf (antigament Marina del Penedès) i part de l'Anoia.
En la definició d'àmbits funcional territorial del Pla territorial general de Catalunya (1995) i en la proposta de l'Informe Roca, el Penedès continua dividit entre els àmbits o les vegueries de les demarcacions de Barcelona i Tarragona.
La Plataforma per una Vegueria Pròpia fa campanya per la futura vegueria del Penedès formada per les comarques del Penedès i l'Anoia. La iniciativa és de caràcter social i té la seva base en els nexes que han tingut aquests territoris històricament. Està a favor de la creació de la Vegueria del Penedès a la pròxima divisió territorial de Catalunya per tal de resoldre la fragmentació "provincial" imposada per l'Estat des del 1833 i reblada per Franco el 1938 i contindria els municipis de l'Alt Penedès, el Baix Penedès i el Garraf i aquells municipis de l'Anoia que votin una moció favorable a adherir-s'hi. En paraules del seu propi manifest la Vegueria del Penedès tindria la intenció de desenvolupar els valors comuns d'aquests territoris sense haver d'assumir les insuficiències i excedents d'altres territoris metropolitans.

### Adhesions destacables
A l'abril de 2009 s'hi havien adherit:

Municipis adherits a novembre de 2009

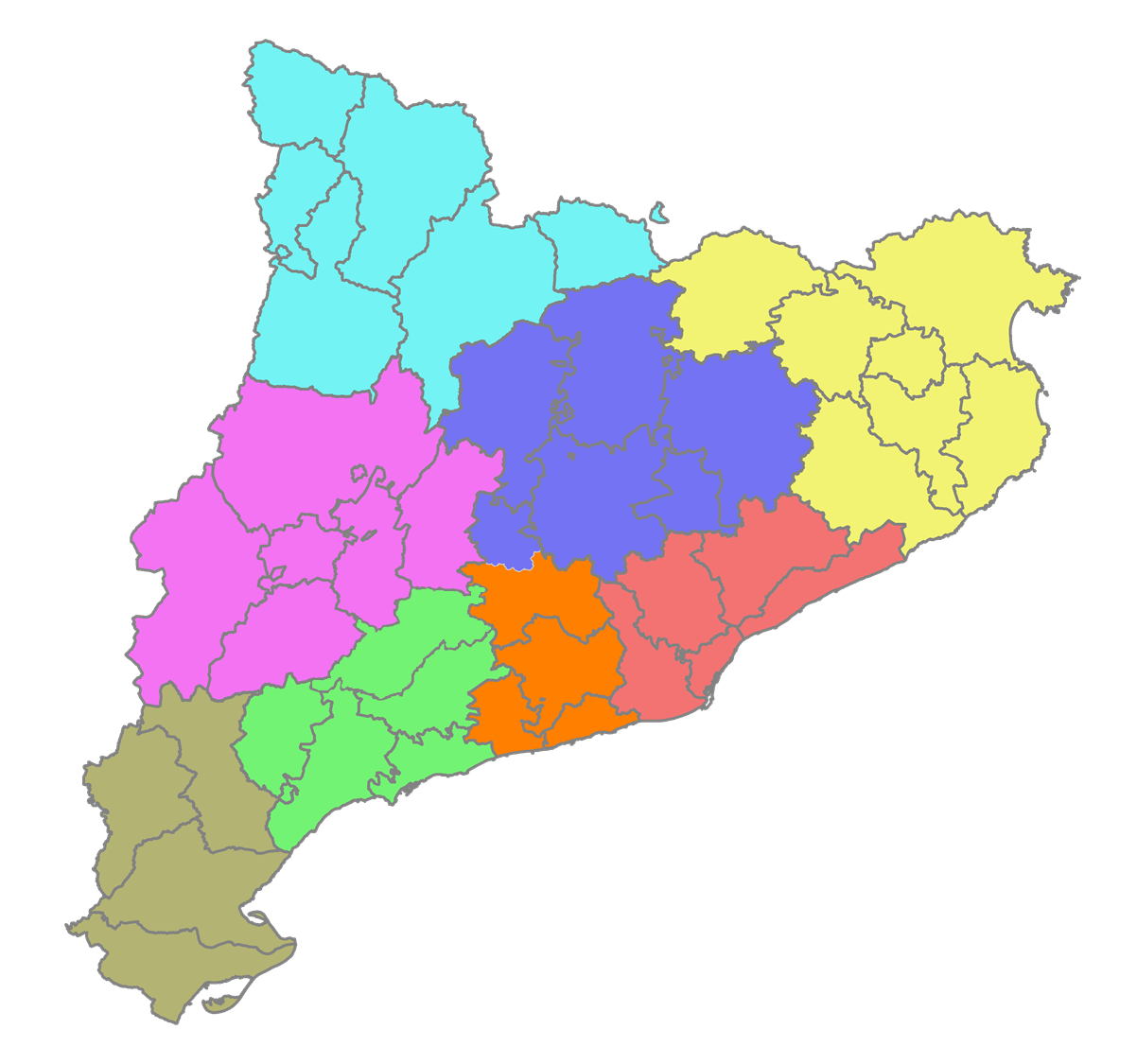
Mapa de vegueries establertes per la llei de 2010, inclosa la del Penedès (en taronja)

- 66 ajuntaments: Albinyana, Argençola, Banyeres del Penedès, Bellprat, Bellvei, Bonastre, Cabrera d'Igualada, Calafell, Capellades, Carme, Castellolí, Castellví de la Marca, Copons, Cubelles, Cunit, el Bruc, el Montmell, el Pla del Penedès, el Vendrell, Font-rubí, Gelida, Hostalets de Pierola, Igualada, Jorba, l'Arboç, la Bisbal del Penedès, la Granada, la Llacuna, la Pobla de Claramunt, la Torre de Claramunt, les Cabanyes, Llorenç del Penedès, Masquefa, Mediona, Montmaneu, Òdena, Olèrdola, Olesa de Bonesvalls, Olivella, Orpí, Piera, Pacs del Penedès, Pontons, Puigdàlber, Rubió, Sant Jaume dels Domenys, Sant Llorenç d'Hortons, Sant Martí de Tous, Sant Martí Sarroca, Sant Pere de Ribes, Sant Pere de Riudebitlles, Sant Quintí de Mediona, Sant Sadurní d'Anoia, Santa Fe del Penedès, Santa Margarida i els Monjos, Santa Maria de Miralles, Santa Oliva, Sitges, Subirats, Torrelavit, Torrelles de Foix, Vallbona d'Anoia, Veciana, Vilafranca del Penedès, Vilanova i la Geltrú i Vilobí del Penedès.
- 4 consells comarcals: Alt Penedès, Anoia, Baix Penedès i Garraf.
- 13 associacions empresarials (5.250 empreses).
- 33 empreses a títol personal.
- 131 entitats, associacions i grups (8.150 socis).
- 12.500 ciutadans a títol personal.

| COMARCA      | MUNICIPIS | A FAVOR | EN CONTRA | PENDENT | POBLACIÓ REPRESENTADA |
| ------------ | --------- | ------- | --------- | ------- | --------------------- |
| Alt Penedès  | 27        | 24      | 1         | 2       | 100.745 (95%)         |
| Anoia        | 26        | 24      | 0         | 2       | 90.874 (80%)          |
| Baix Penedès | 14        | 13      | 0         | 1       | 100.577 (99%)         |
| Garraf       | 6         | 5       | 0         | 1       | 142.187 (97%)         |
| TOTAL        | 73        | 66      | 1         | 6       | 434.383 (93%)         |

En contra:
- 1 ajuntament: Avinyonet del Penedès

## Àmbit funcional territorial
La Llei 23/2010, del 22 de juliol, va crear l'àmbit funcional del Penedès amb l'excepció dels municipis de l'Anoia que manifestessin seguir adscrits a l'Àmbit de les Comarques Centrals. Finalment, aquest àmbit està format per:
- Anoia, excepte els municipis de Calaf, Calonge de Segarra, Castellfollit de Riubregós, els Prats de Rei, Pujalt, Sant Martí Sesgueioles, Sant Pere Sallavinera i Veciana.
- Alt Penedès
- Baix Penedès
- Garraf